# هولغر مارتن
هولغر مارتن (بالألمانية: Holger Martin)‏ هو كاتب غير روائي ألماني، ولد في 3 ديسمبر 1942 في آخرن في ألمانيا، وتوفي في 5 نوفمبر 2016 في كارلسروه في ألمانيا.